# Dispareunia
La dispareunia o coitalgia es el coito doloroso tanto en mujeres como en hombres. Abarca desde la irritación vaginal postcoital hasta un profundo dolor. Se define como dolor o molestia antes, después o durante la unión sexual.
La dispareunia masculina es mucho menos habitual que la femenina, que alcanza, según algunos autores hasta el 4 % de la población; no obstante, pese a su baja prevalencia en los hombres no puede considerarse un trastorno únicamente femenino.

## Dispareunia masculina
En la mayoría de los casos se refiere a dolor en la eyaculación. Por lo general se debe a infecciones en la uretra o en las vesículas seminales, en la glándula prostática o en la vejiga urinaria, si bien también por fimosis. También puede causarla el contacto con el DIU o con algunos espermicidas. En los hombres son menos habituales las causas psicológicas, como la educación inadecuada o la ansiedad por la relación.

## Dispareunia femenina
Durante el puerperio a menudo aparecen en la mujer problemas de dispareunia cuando el parto ha tenido lugar mediante el uso de fórceps o se ha realizado una episiotomía.
La dispareunia femenina a menudo aparece asociada a problemas de vaginismo, a endometriosis (causa más frecuente), no quedando claro cuál es la causa y cuál el efecto. En ocasiones se puede originar por la prolongación de la fase de meseta, ya que esto disminuye la lubricación. El dolor en las mujeres puede implicar ardor, quemadura, contracción o dolor cortante, que puede localizarse en la parte interior o exterior de la vagina, en la región pélvica o en el abdomen.
Si bien la mayoría de las mujeres han experimentado dolor en alguna ocasión durante sus actividades sexuales, para considerarse trastorno ha de presentarse de forma crónica.
Las causas pueden ser de origen orgánico: agentes infecciosos, enfermedades génito-urinarias, irritaciones por el material de los anticonceptivos de barrera (preservativos, diafragma, dispositivo intrauterino —DIU—, espermicidas), efectos secundarios de intervenciones quirúrgicas (histerectomía) y, en la tercera edad, vaginitis senil.
También pueden darse causas de origen psicológico: la pérdida de interés por la pareja, que puede originar una inadecuada lubricación vaginal, o la falta de excitación en el momento de la penetración, educación inadecuada o ansiedad.